# The Official Big Top 40
The Official Big Top 40 – audycja radiowa emitowana w stacjach radiowych Capital i Heart od 1984 roku, obecnie w każdą niedzielę w godzinach od 16:00 do 19:00 (17:00-20:00, czas polski), prowadzona przez Willa Manninga. Jest to najczęściej słuchana lista przebojów w Wielkiej Brytanii z liczbą osiągającą ponad 2,2 miliona osób w porównaniu do Official Chart nadawanego w radiu BBC Radio 1. Ów notowanie jest bazowane na pobraniach, airplayu, a także korzyści z mediów strumieniowych, w tym przypadku serwisu Apple Music.

## Geneza, format
The Official Big Top 40 rozpoczyna się puszczeniem singli, które trafiły do pierwszej piątki w ostatnim tygodniu, po czym startuje oficjalne odliczanie 40 nagrań granych w ciągu siedmiu dni. Powtórka każdej sekcji jest transmitowana tuż po dziesięciu piosenkach. Oprócz tego przeprowadzane są także wywiady, organizowane konkursy, realizowane połączenia oraz bloki reklamowe. Singel, który dotarł na szczyt listy jest ujawniany przed godziną 19:00.
W styczniu br., Will Manning stał się nowym prowadzącym audycji, natomiast przed ów sytuacją jego gospodarzami byli Marvin Humes, były członek zespołu JLS, a także Kat Shoob, gdzie ostatnia emisja wraz z ich udziałem miała miejsce 30 grudnia 2018 roku.
Program, którego producentem jest Paul Phelps jest realizowany w studiu spółki Global w Leicester Square w Londynie.

## Rekordy
"These Days" grupy Rudimental z gościnnym udziałem Macklemore'a, Jess Glynne i Dana Caplena utrzymuje rekord na najdłużej notowany nieprzerwanie utwór na miejscu pierwszym (4 lutego 2018 – 1 kwietnia 2018).
Szkocki DJ Calvin Harris utrzymuje rekord na największą liczbę nagrań (9), które dotarły na szczyt listy.